# Velika nagrada Ria de Janeira
Velika nagrada Ria de Janeira (portugalsko Grande Prêmio Cidade do Rio de Janeiro) je bila avtomobilistična dirka, ki je med letoma 1934 in 1954 potekala v brazilskem mestu Rio de Janeiro. Najuspešnejši dirkač je Chico Landi s tremi zmagami, med moštvi pa Alfa Romeo s petimi zmagami.

## Zmagovalci
| Leto | Zmagovalec           | Moštvo     | Dirkališče | Poročilo |
| ---- | -------------------- | ---------- | ---------- | -------- |
| 1954 | Toulo de Graffenried | Maserati   | Gávea      | Poročilo |
| 1952 | Henrique Casini      | Ferrari    | Gávea      | Poročilo |
| 1949 | Luigi Villoresi      | Maserati   | Gávea      | Poročilo |
| 1948 | Chico Landi          | Alfa Romeo | Gávea      | Poročilo |
| 1947 | Chico Landi          | Alfa Romeo | Gávea      | Poročilo |
| 1941 | Chico Landi          | Alfa Romeo | Gávea      | Poročilo |
| 1938 | Carlo Pintacuda      | Alfa Romeo | Gávea      | Poročilo |
| 1937 | Carlo Pintacuda      | Alfa Romeo | Gávea      | Poročilo |
| 1936 | Vittorio Coppoli     | Bugatti    | Gávea      | Poročilo |
| 1935 | Riccardo Carú        | Fiat       | Gávea      | Poročilo |
| 1934 | Irineu Correa        | Ford       | Gávea      | Poročilo |